# Катерина Валуа (1378-1388)
Катерина Валуа або Катерина Французька (фр. Catherine de France, Catherine de Valois 4 лютого 1378 Париж — 1388) — французька принцеса з династії Валуа, донька короля Франції Карла V і його дружини Жанни Бурбонської.

## Життєпис
Катерина народилась 4 лютого 1378 року в Венсенському замку. Матір Катерини померла під час пологів. Її батько важко переживав смерть дружини, і помер через два роки після неї.
Катерина була сестрою короля Франції Карла VI, герцога Орлеанського Людовика I, а також померлих в дитинстві Жанни, Жана, Бонни, Жанни, Жана, Марії і Ізабелли.
5 серпня 1386 року в Сент-Уан. Катерина вийшла заміж за свого двоюрідного брата Жана Монпансьє сина Жана герцога Беррійського. Шлюб тривав два роки до смерті Катерини в листопаді 1388.

## Родина
Чоловік — Жан Монпансьє
Діти: не було